# Aldeide deidrogenasi (pirrolochinolina-chinone)
La aldeide deidrogenasi (pirrolochinolina-chinone) è un enzima appartenente alla classe delle ossidoreduttasi, che catalizza la seguente reazione:
un'aldeide + accettore + H2O ⇄ un carbossilato + accettore ridotto
L'enzima è una chinoproteina. Ha ampia specificità: agisce sulle aldeidi a catena ingombrante, oltre il C10, sulle aldeidi aromatiche, gliossilato e gliceraldeide.